# Trofimo di Arles
Trofimo di Arles, in lingua francese Trophime (III secolo – III secolo), è stato il primo vescovo di Arles ed è venerato come santo dalla Chiesa cattolica.

## Biografia
Secondo un'antica tradizione accolta da Gregorio di Tours nel primo libro della sua Historia Francorum, a metà del III secolo Trofimo sarebbe stato inviato nella Gallia Narbonensis da papa Fabiano insieme ad altri sei vescovi con l'incarico di evangelizzare quelle regioni della Gallia che ancora non avevano conosciuto il cristianesimo. Gli altri inviati sarebbero stati Graziano a Tours, Paolo a Narbona, Saturnino a Tolosa, Dionigi a Parigi, Marziale a Limoges e Austremonio a Clermont.
Nel 417 una lettera di papa Zosimo indirizzata al vescovo dei Galli, in favore di Patroclo, vescovo di Arles, avrebbe ricordato l'invio di Trofimo in una Gallia esposta all'eresia ariana, accolta dai Goti che in quel periodo ne detenevano il controllo.
A partire dalla metà del V secolo la tradizione locale ha assimilato Trofimo di Arles al Trofimo menzionato negli Atti degli Apostoli come compagno di Paolo di Tarso. Nonostante il Martirologio Romano lo identifichi come discepolo di Paolo, questa identificazione è da ritenersi spuria. San Trofimo, pur essendo venerato in Francia, non ha una biografia nella Enciclopedia Cattolica, tuttavia la chiesa di San Trofimo ad Arles, la cui erezione ebbe inizio nel XII secolo su di una cripta del III secolo, è fra i più famosi monumenti architettonici e scultorei del Romanico in Provenza. Nel chiostro, in un angolo del portico settentrionale vi è una figura, risalente al 1180 circa, che rappresenta Trofimo.